# Run–DMC (album)
Albums de Run–DMC
King of Rock
(1985)
Singles
1. It's like That
Sortie : 12 mars 1983
2. Hard Times
Sortie : 11 décembre 1983
3. Rock Box
Sortie : 16 avril 1984
4. 30 Days
Sortie : 1984
5. Hollis Crew
Sortie : 1984

Run–DMC est le premier album studio de Run–DMC, sorti le 27 mars 1984.
Lors de sa sortie, cet album a été jugé révolutionnaire pour son époque, proposant une forme plus dure et plus agressive de rap. L'opus, avec ses beats peu nombreux et ses rimes agressives, contrastait avec le son plus funk de la production qui était populaire à ce moment-là. Avec ce disque, le groupe a été considéré comme le pionnier du renouveau du hip-hop des années 1980.
En 1998, Run–DMC a été classé par le magazine The Source parmi les « 100 meilleurs albums de rap » (100 Best Rap Albums), et en 2003, Rolling Stone l'a classé 242e des « 500 plus grands albums de tous les temps » (The 500 Greatest Albums of All Time).
En 2005, il a été réédité dans une version « Deluxe » avec quatre titres bonus.

## Liste des titres
| No | Titre                          | Contient un (des) sample(s) de | Durée |
| -- | ------------------------------ | --- | ----- |
| 1. | Hard Times                     | | 3:52  |
| 2. | Rock Box                       | Sucker M.C.'s (Krush Groove 1) de Run–DMC | 5:30  |
| 3. | Jam-Master Jay                 | Scratchin' de The Magic Disco Machine Rocket in the Pocket (Live) de Cerrone Sucker MC's (Krush Groove 1) de Run–DMC Here We Go (Live at the Funhouse) de Run–DMC | 3:11  |
| 4. | Hollis Crew (Krush-Groove 2)   | | 3:12  |
| 5. | Sucker M.C.'s (Krush-Groove 1) | | 3:09  |
| 6. | It's like That                 | | 4:50  |
| 7. | Wake Up                        | | 5:31  |
| 8. | 30 Days                        | | 5:47  |
| 9. | Jay's Game                     | | 4:25  |

| 10. | Rock Box (B-Boy Mix)                  |                                                                      | 5:52 |
| 11. | Here We Go [Live at the Funhouse]     | The Big Beat de Billy Squier Hollis Crew (Krush Groove 2) de Run–DMC | 4:06 |
| 12. | Sucker M.C.'s (Live at Graffiti Rock) |                                                                      | 3:25 |
| 13. | Russell & Larry Running at the Mouth  |                                                                      | 4:37 |